# Charles W. Henney
Charles William Francis Henney (* 2. Februar 1884 bei Dunlap, Harrison County, Iowa; † 16. November 1969 in Portage, Wisconsin) war ein US-amerikanischer Politiker. Zwischen 1933 und 1935 vertrat er den Bundesstaat Wisconsin im US-Repräsentantenhaus.

## Werdegang
Charles Henney besuchte die öffentlichen Schulen seiner Heimat in Iowa. Zwischen 1902 und 1905 arbeitete er selbst als Lehrer an einer Bezirksschule im Crawford County. Danach studierte er bis 1910 an der Northwestern University in Chicago Medizin. Im Jahr 1912 zog Henney nach Portage in Wisconsin, wo er als Arzt arbeitete. Politisch war er Mitglied der Demokratischen Partei. Zwischen 1920 und 1936 war er Delegierter auf allen regionalen demokratischen Parteitagen in Wisconsin. Von 1936 bis 1948 war er ebenfalls Delegierter zu den Democratic National Conventions, auf denen die Präsidenten Franklin D. Roosevelt und später Harry S. Truman zur Wiederwahl nominiert wurden. Zwischen 1925 und 1933 gehörte Henney der Parkkommission der Stadt Portage an. Gleichzeitig war er in den Jahren 1926 und 1927 im Vorstand des St. Savior’s Hospital in Portage.
Bei den Kongresswahlen des Jahres 1932 wurde Henney im zweiten Wahlbezirk von Wisconsin in das US-Repräsentantenhaus in Washington, D.C. gewählt, wo er am 4. März 1933 die Nachfolge des Republikaners Charles A. Kading antrat. Da er bei den Wahlen des Jahres 1934 nicht bestätigt wurde, konnte er bis zum 3. Januar 1935 nur eine Legislaturperiode im Kongress absolvieren. Diese war nach der Umsetzung des 20. Verfassungszusatzes um zwei Monate verkürzt, weil der Beginn der Legislaturperioden des Kongresses seit 1935 auf den 3. Januar vorverlegt wurde.
Nach seinem Ausscheiden aus dem US-Repräsentantenhaus zog sich Charles Henney aus der Politik zurück. In den folgenden Jahren arbeitete er wieder als Arzt. Er starb am 16. November 1969 in seinem Wohnort Portage und wurde dort auch beigesetzt.